# Damiano Dalasseno
Damiano Dalasseno (in greco Δαμιανός Δαλασσηνός?; 940 ca. – 19 luglio 998) era un aristocratico bizantino e il primo membro conosciuto della nobile famiglia dei Dalasseni. È noto per il suo servizio come governatore militare (doux) di Antiochia nel 996-998. Combatté i Fatimidi con un discreto successo, finché non fu ucciso nella battaglia di Apamea, il 19 luglio 998.

## Biografia
Damiano è il primo membro attestato dell'illustre clan dei Dalasseni. La sua giovinezza è sconosciuta, ma per ragioni genealogiche si stima che sia nato intorno al 940. Di lui non si sa nulla prima del 995/6, quando l'imperatore Basilio II lo nominò governatore di Antiochia in successione a Michele Burtzes dopo la sconfitta di quest'ultimo nella battaglia dell'Oronte nel settembre 994. Questa carica era una delle posizioni militari più importanti dell'Impero bizantino, in quanto il suo titolare comandava le forze schierate contro il Califfato fatimide e i sovrani musulmani semi-autonomi della Siria. In questa veste, egli deteneva l'alto titolo di patrikios (secondo Giovanni Scilitze) o di magistros (secondo Stefano di Taron).
Dalasseno mantenne un atteggiamento aggressivo. Nel 996 le sue forze fecero incursioni nei dintorni di Tripoli e Arqa, mentre Manjutakin, di nuovo senza successo, pose l'assedio ad Aleppo e ad Antartus, che i Bizantini avevano occupato e rifortificato l'anno precedente, ma fu costretto a ritirarsi quando Dalasseno con il suo esercito arrivò per liberare la fortezza. La sconfitta fatimide fu aggravata dall'affondamento di una flotta fatimide, destinata a sostenere le operazioni di Manjutakin, davanti ad Antartus. Dalasseno ripeté le sue incursioni contro Tripoli nel 997, facendo molti prigionieri. Attaccò anche le città di Rafaniya, Awj e Al-Laqbah, catturando quest'ultima e deportando in schiavitù i suoi abitanti.
Nel giugno/luglio del 998, fece marciare le sue truppe verso Apamea per impadronirsi della città dopo che un incendio catastrofico ne aveva bruciato le provviste. Gli Aleppini tentarono di conquistare la città per primi, ma si ritirarono all'avvicinarsi di Dalasseno, che non poteva permettere che un vassallo diventasse troppo forte. Il governatore fatimide locale, al-Mala'iti, chiese aiuto, ma l'esercito di soccorso guidato da Jaysh ibn Samsama fu ritardato dal fatto di doversi occupare prima di tutto di reprimere la rivolta di Tiro sostenuta dai bizantini. Dopo aver sottomesso Tiro, Jaysh spostò il suo esercito a Damasco, da dove procedette ad affrontare Dalasseno. Ibn al-Qalanisi riferisce che a quel punto Apamea era prossima alla resa a causa della fame. Nella battaglia che ne risultò, combattuta il 19 luglio 998, i Bizantini furono inizialmente in vantaggio, ma un ufficiale curdo riuscì a uccidere Dalasseno, dopodiché l'esercito bizantino cedette e fuggì.
Due dei suoi figli, che accompagnavano Dalasseno, furono portati prigionieri al Cairo, dove rimasero per dieci anni, mentre Stefano di Taron racconta, in modo alquanto dubbio, che uno dei suoi figli fu ucciso. A Damiano Dalasseno successe come doux di Antiochia Niceforo Urano.

## Discendenza
Damiano Dalasseno ebbe almeno tre figli:
- Costantino Dalasseno, doux di Antiochia nel 1025 e favorito dell'imperatore Costantino VIII (r. 1025-1028).
- Teofilatto Dalasseno, anch'egli doux di Antiochia
- Romano Dalasseno, catapano d'Iberia.

Teofilatto era molto probabilmente il padre di Adriano, il nonno materno di Anna Dalassena, la madre dell'imperatore Alessio I Comneno, fondatore della dinastia Comnena.